# مالینا (استان بورگاس)
مالینا (به بلغاری: Malina) یک منطقهٔ مسکونی در بلغارستان است که در استان بورگاس واقع شده‌است.